# Ferdinand Kattenbusch
Ferdinand Friedrich Wilhelm Kattenbusch (* 3. Oktober 1851 in Kettwig/Ruhr; † 28. Dezember 1935 in Halle (Saale)) war ein deutscher evangelischer Theologe, Ordinarius, Dekan einer Theologischen Fakultät und Universitätsrektor.

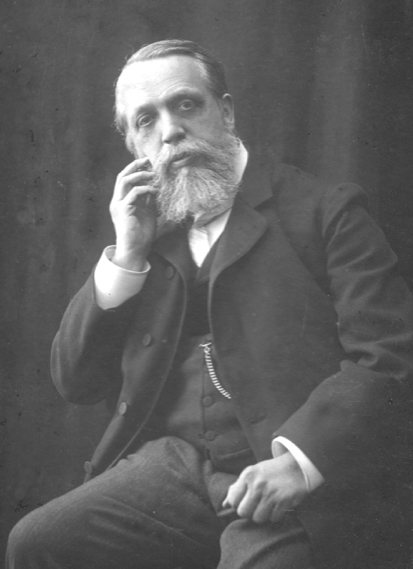
Ferdinand Kattenbusch

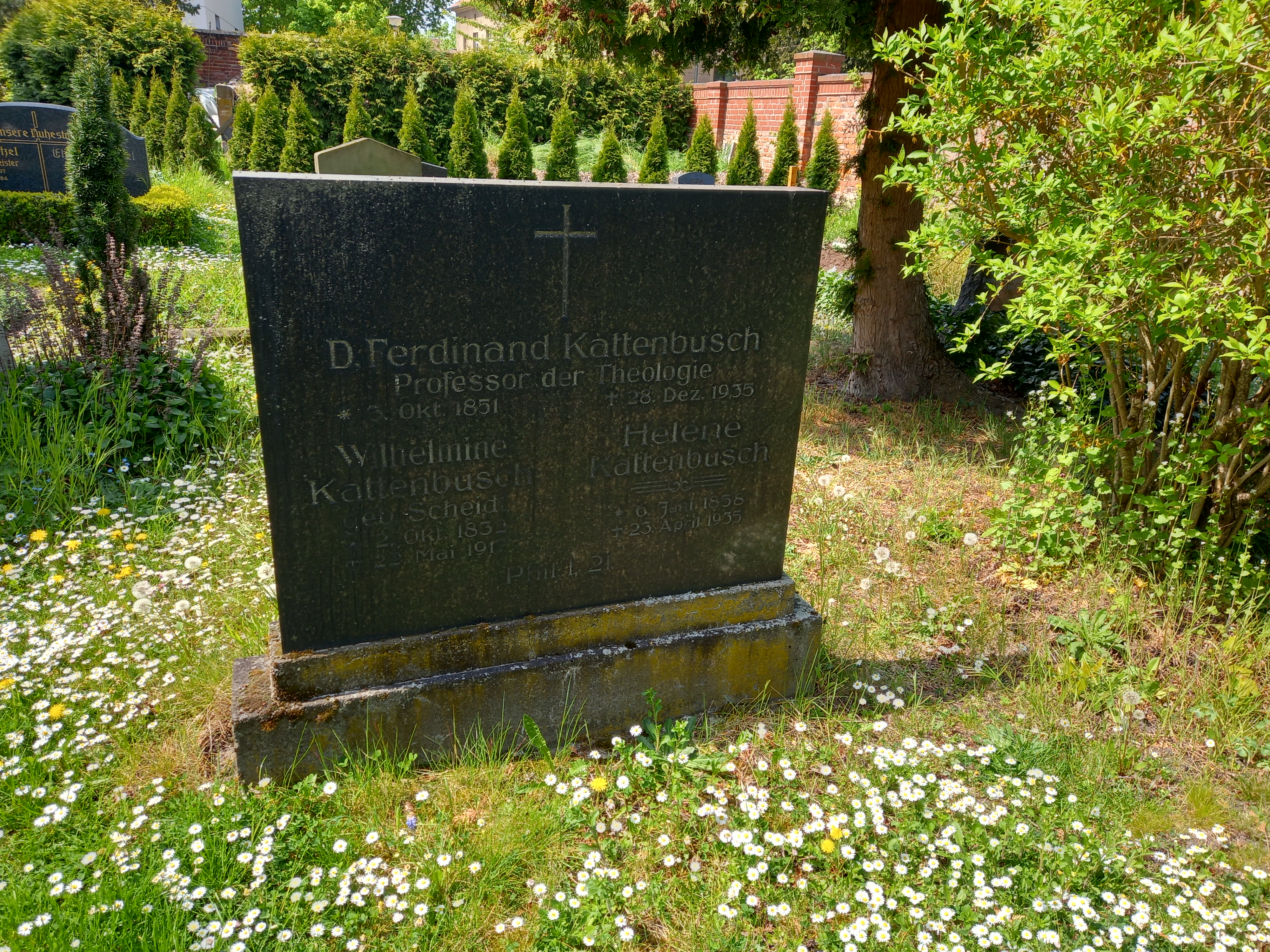
Das Grab von Ferdinand Kattenbusch und seiner Ehefrau Wilhelmine geborene Scheid im Familiengrab auf dem Laurentiusfriedhof (Halle)

## Leben
Kattenbusch studierte 1869 in Bonn und Berlin und ab 1870 in Halle Evangelische Theologie. Hier wurde er Seminar-Senior bei August Tholuck. Nach dem Theologischen Examen wurde er 1873 Repetent in Göttingen, wo er 1875 den Grad eines Lic. theol. erwarb. 1876 habilitierte er sich für das Fach Systematische Theologie und wurde 1878 als Ordinarius an die Universität Gießen berufen, wo er Dekan der Theologischen Fakultät und Rektor der Ludwigs-Universität wurde. In Gießen trat er (wie schon zuvor in Bonn und Halle und 1906 in Göttingen) dem Wingolf bei; gerade zum Gießener Wingolf, wo er die längste Zeit seines Lebens wirkte, hielt er eine besondere lebenslange Bindung (Biername/Spitzname Kabu). 1904 wurde Kattenbusch Nachfolger seines Lehrers und Wingolfsbruders Albrecht Ritschl in Göttingen, 1906 nahm er einen Ruf als Ordinarius an die Theologische Fakultät in Halle an, wo er 1913/14 Rektor der Universität wurde. Er wurde zum Wintersemester 1921/22 emeritiert und starb hochgeehrt in Halle. Kurz zuvor hatte er in einem  Artikel vor dem Nationalsozialismus gewarnt und zu Toleranz und Nächstenliebe gegen den aufkommenden Hass aufgerufen.
Ferdinand Kattenbuschs letzte Ruhestätte liegt auf dem hallischen Laurentiuskirchhof.

## Bedeutung
Kattenbusch veröffentlichte überwiegend historische und konfessionskundliche Arbeiten. Sein Buch zum Glaubensbekenntnis „Das Apostolische Symbol“ gilt als wichtige quellenkundliche Untersuchung; es erlebte bis in die 1960er Jahre mehrere Auflagen. Joseph Kardinal Ratzinger sagte über die Forschungen zum Glaubensbekenntnis „Das entscheidende Standardwerk ist hierzu nach wie vor F. Kattenbusch …“
Sein Lehrbuch zur Konfessionskunde führte (gemäß seinem Vorschlag) zur Umbenennung der Symbolik in Konfessionskunde (als einer deskriptiven Disziplin), als deren Begründer Kattenbusch gilt.
Von 1910 bis 1934 gab er die Fachzeitschrift Theologische Studien und Kritiken heraus.

## Schriften (Auswahl)
- Der christliche Unsterblichkeitsglaube. 1881
- Lehrbuch der vergleichenden Konfessionskunde. 1892
- Zur Würdigung des Apostolikums, 1892.
- Das Apostolische Symbol. 1894 u. 1900
- Das sittliche Recht des Krieges. 1906
- Die Kirchen und Sekten des Christentums in der Gegenwart. 1909
- Die protestantische Kirche, in: Deutschland als Weltmacht. Vierzig Jahre Deutsches Reich, hrsg. vom Kaiser-Wilhelm-Dank, Berlin 1910, S. 598–614
- Über Feindesliebe im Sinne des Christentums 1916
- Luthers pecca fortiter. 1918
- Der Quellort der Kirchenidee. 1921
- Das Unbedingte und der Unbegreifbare. 1927
- Die deutsche evangelische Theologie. Erster Teil: Das Jahrhundert von Schleiermacher bis nach dem Weltkrieg. 4. völlig umgearbeitete Auflage der Schrift Von Schleiermacher zu Ritschl. Giessen: Töpelmann 1924. 2. Teil (nationalsozialistisch): Zeitwende auch in der Theologie. Beide in einem Band, Berlin, Töpelmann 1934.